# Бивио Ока (Кунео)
Бивио Ока је насеље у Италији у округу Кунео, региону Пијемонт.
Према процени из 2011. у насељу је живело 139 становника. Насеље се налази на надморској висини од 290 м.